# Be Myself
| Recensione    | Giudizio |
| ------------- | -------- |
| AllMusic      | [ 1 ]    |
| Rolling Stone | [ 2 ]    |

Be Myself è il nono album in studio della musicista statunitense Sheryl Crow, pubblicato nel 2017.

## Il disco
Prodotto dalla Crow con Jeff Trott, che aveva anche lavorato negli album Sheryl Crow del 1996 e The Globe Sessions del 1998, segna il ritorno a un sound più rock rispetto al precedente album country Feels like Home. I due hanno anche concordato di chiamare Tchad Blake all'ingegneria del suono e al missaggio, con il quale non lavoravano da diciotto anni.
Il singolo Halfway There, pubblicato il 3 marzo 2017, ha preceduto l'uscita dell'album.
L'album si è classificato al 22º posto nella classifica Billboard 200 e al 3º posto nella Top Rock Albums negli Stati Uniti e al 47º posto nella Official Albums Chart nel Regno Unito nel 2017.

## Tracce
Tutte le tracce sono di Sheryl Crow e Jeff Trott, eccetto dove indicato.
1. Alone in the Dark – 3:40
2. Halfway There – 3:58
3. Long Way Back – 5:07
4. Be Myself – 4:21
5. Roller Skate – 3:17
6. Love Will Save the Day – 4:58
7. Strangers Again – 3:50
8. Rest of Me – 3:51
9. Heartbeat Away – 5:35
10. Grow Up – 3:26
11. Woo Woo – 3:16 (S. Crow, J. Trott, T. Gad)

Tracce bonus nell'edizione deluxe "Target" e nell'edizione giapponese
1. Disappearing World
2. The World You Make
3. Long Way Back (Acoustic Version)

## Formazione
Hanno partecipato alle registrazioni, secondo le note dell'album:
Musicisti
- Sheryl Crow – voce, chitarra, basso, pianoforte, Fender Rhodes, Wurlitzer
- Jeff Trott – chitarra, chitarra slide, chitarra baritona, basso, sitar, organo, Wurlitzer, Synthaxe, Moog, cori
- Fred Eltringham – batteria, percussioni, battimano
- Andrew Petroff – loop batteria, tastiere, Wurlitzer, percussioni
- Tim Smith – cori
- Gary Clark Jr. – chitarra
- The McCrary Sisters - cori
- Steve Patrick – tromba
- Mark Douthit – sassofono
- Barry Green – trombone
- Doug Moffet – sassofono baritono
- Doyle Bramhall II – cori
- Josh Grange – chitarra lap steel, chitarra baritona, Mellotron
- Rick Purcell – battimani
- Davide Rossi – archi
- Audley Freed – chitarra
- Robert Kearns – basso
- Adam Minkoff – tastiere
- Toby Gad – basso, Moog

Tecnici
- Sheryl Crow – produzione
- Jeff Trott – produzione
- Tchad Blake – ingegneria del suono, missaggio
- Drew Bollman – ingegneria del suono
- Andrew Petroff – ingegneria del suono
- Matt Rausch – ingegneria del suono
- Alberto Vaz – ingegneria del suono
- Bob Ludwig – mastering

## Classifiche
| Classifica (2017)             | Posizione Massima |
| ----------------------------- | ----------------- |
| Stati Uniti (Top Rock Albums) | 3                 |
| Stati Uniti (Billboard 200)   | 22                |
| Regno Unito (OCC)             | 47                |